# Paepalanthus aristatus
Paepalanthus aristatus är en gräsväxtart som beskrevs av Harold Norman Moldenke. Paepalanthus aristatus ingår i släktet Paepalanthus och familjen Eriocaulaceae. Inga underarter finns listade i Catalogue of Life.